# Den Oeversche Vaart
De Den Oeversche Vaart is een hoofdwatergang in de Wieringermeerpolder in de Nederlandse provincie Noord-Holland. De vaart loopt van de Slootvaart naar het Robbenoordbos en heeft een lengte van 10 kilometer.